# Bullisichthys caribbaeus
Bullisichthys caribbaeus, thường được gọi là cá mú mũi tẹt, là loài cá biển duy nhất thuộc chi Bullisichthys trong họ Cá mú. Loài này được mô tả lần đầu tiên vào năm 1971.

## Phân bố và môi trường sống
B. caribbaeus có phạm vi phân bố rải rác ở vùng biển Tây Đại Tây Dương. Loài này được tìm thấy từ Bahamas trải dài xuống các quần đảo thuộc Antilles trong biển Caribe; tây nam Cuba; dọc Trung Mỹ từ Belize đến Nicaragua bao gồm bãi ngầm Serrana, và dọc Nam Mỹ từ Curaçao đến Guyana. B. caribbaeus sống đơn độc, bơi xung quanh các rạn san hô và rạn đá ngầm dọc theo sườn dốc ngầm ở độ sâu khoảng từ 90 đến 150 m.

## Mô tả
B. caribbaeus trưởng thành có kích thước lớn nhất là khoảng 6 – 7 cm. Cơ thể thuôn dài, đầu và mõm ngắn, mắt rất to. Phần phía sau hàm trên lộ ra khi chúng ngậm miệng lại. Hậu môn gần với rìa vây bụng hơn là vây hậu môn. Thân có màu hồng xám nhạt, lốm đốm trắng. Dải sọc đen băng qua mắt tiếp tục ngược lên gáy. Vây lưng có một đốm đen lớn bao phủ 4 gai đầu tiên; phần còn lại của vây có các hàng đốm trắng; chóp gai có màu vàng. Một đốm đen viền trắng ở cuống đuôi trên và một đốm nâu đỏ viền trắng ở cuống đuôi dưới. Gốc vây đuôi có màu vàng. Vây hậu môn và vây bụng có các hàng đốm trắng.
Số gai ở vây lưng: 10; Số tia vây mềm ở vây lưng: 13 - 14; Số gai ở vây hậu môn: 3; Số tia vây mềm ở vây hậu môn: 6 - 7; Số gai ở vây bụng: 1; Số tia vây mềm ở vây bụng: 5; Số đốt sống: 24; Vảy đường bên hoàn chỉnh, uốn cong lên phía trước vây lưng.
Thức ăn của B. caribbaeus có lẽ là các loài động vật giáp xác và sinh vật phù du. Loài này đôi khi được đánh bắt nhằm mục đích buôn bán cá cảnh.